# Tadeusz Musialik
Tadeusz Musialik (ur. 4 czerwca 1926, zm. 6 marca 2011 w Kupie) – polski działacz państwowy, w latach 1979–1981 wicewojewoda opolski.

## Życiorys
Syn Andrzeja i Marii. W latach 1971–1979 pełnił funkcję dyrektora Wydziału Rolnictwa, Leśnictwa i Skupu w Urzędzie Wojewódzkim w Opolu (początkowo w ramach „dużego”, następnie „małego” województwa). Od grudnia 1979 do grudnia 1981 pełnił funkcję pierwszego wicewojewody opolskiego.
Został pochowany na cmentarzu komunalnym w Opolu.